# ゴート島

ゴート島（英語: Goat Island）は、ナイアガラ川に浮かぶ島であり、ナイアガラの滝の中ほど、ブライダルベール滝とカナダ滝（ホースシュー滝）の間にある。アメリカ合衆国ニューヨーク州ナイアガラ郡ナイアガラフォールズの南西部に位置し、ナイアガラ・フォールズ州立公園の一部である。
住民はいないが、アメリカ側のナイアガラの滝を訪れる観光客の目的地となっている。テラピン・ポイントなどいくつかの展望できる場所がある。アメリカ本土と2本の橋で結ばれており、徒歩、車、ロードトレインにより通行することができる。また、アメリカ滝に隣接するルナ島とは歩道橋で結ばれている。大部分が森林に覆われており、遊歩道が点在している。

## 地理

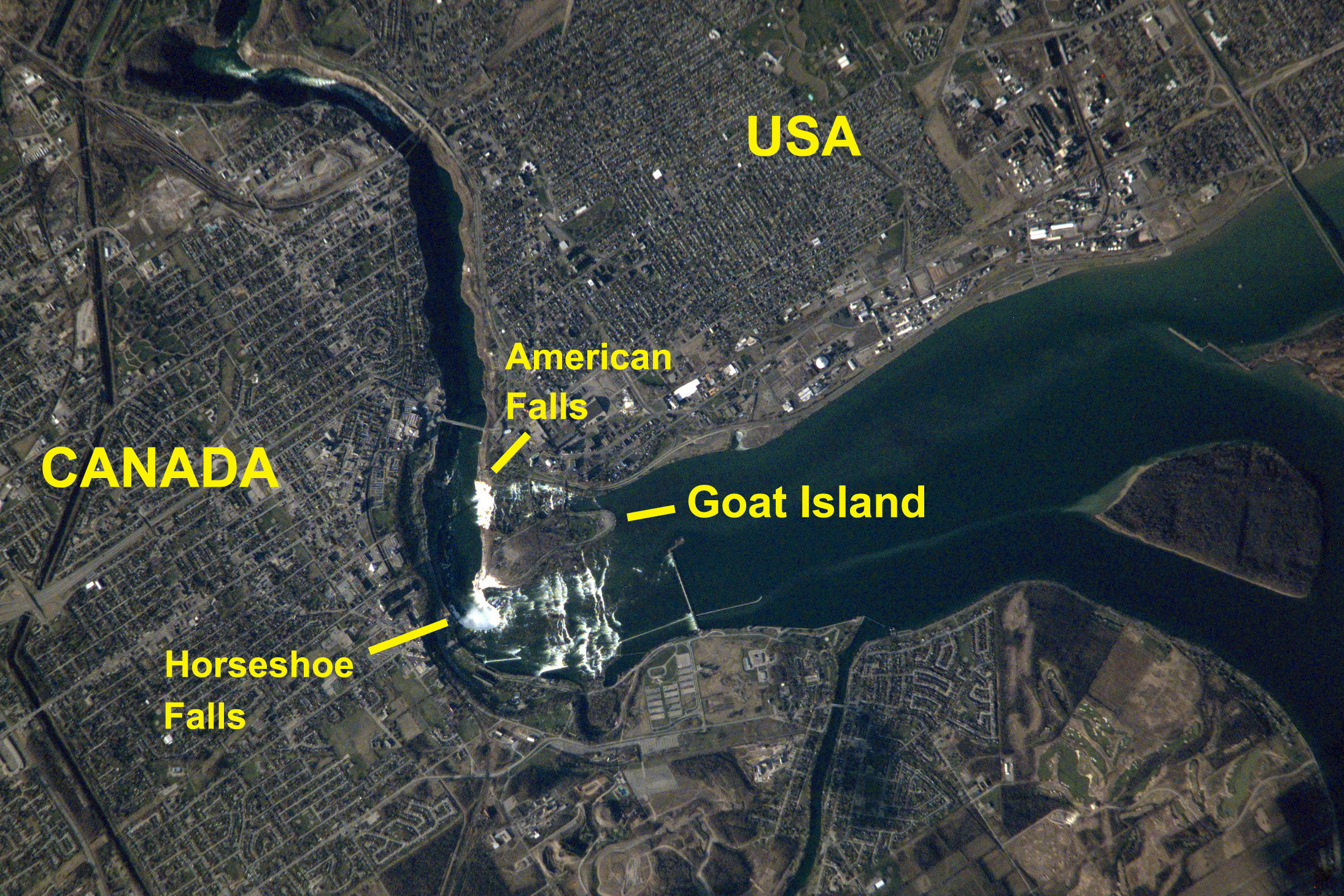
ゴート島周辺の上空写真

ナイアガラの滝がナイアガラ断崖を内側（上流）に切り込み後退したときに形成された。ナイアガラ川は滝の上流で二手に分かれ、島の両側にそれぞれ1つの滝が形成される。1959年から1960年にかけて島の東側が約8.5エーカー (34,000 m2)拡張され、駐車場とヘリコプターの発着場が増設された。1954年から1955年にテラピン・ロックス(Terrapin Rocks)とゴート島の間の領域が埋められ、テラピン・ポイントが作られた。
1980年代初頭にアメリカ陸軍工兵司令部はテラピン・ポイントからの水の流れを遠ざけるため、さらに多くの土地を埋め立て分水ダムと擁壁が建設された。カナダ滝は合計で400フィート (120 m)がなくなり、そこにはカナダ側の100フィート (30 m)が含まれる。作家のGinger Strandによるとカナダ滝は現在完全にカナダにあるが、他の資料によると、カナダ滝の「大部分が」カナダにあるとされている。
島の西端は滝によりゆっくりと浸食されており、滝が上流に向かって侵食することで最終的には島全体が消滅する。周辺の水は比較的浅く、小島や岩が点在している。

## 歴史

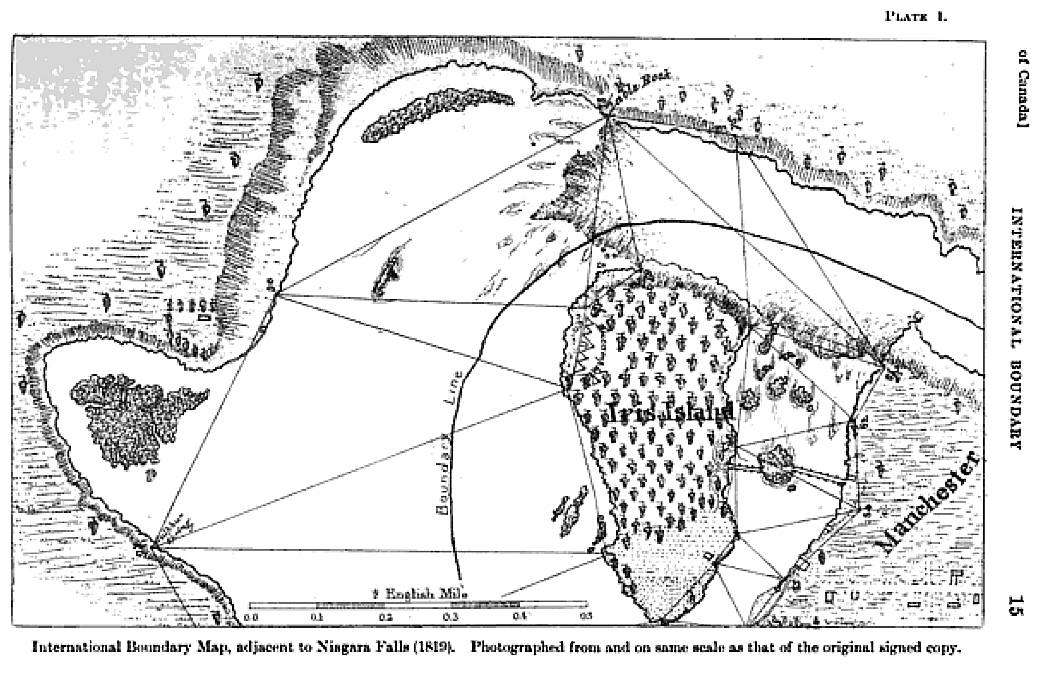
1819年の境界委員会(Boundary Commission)が作成した国境の地図。国境がカナダ滝を通っている。ゴート島はアイリス島(Iris Island)と記載されている。

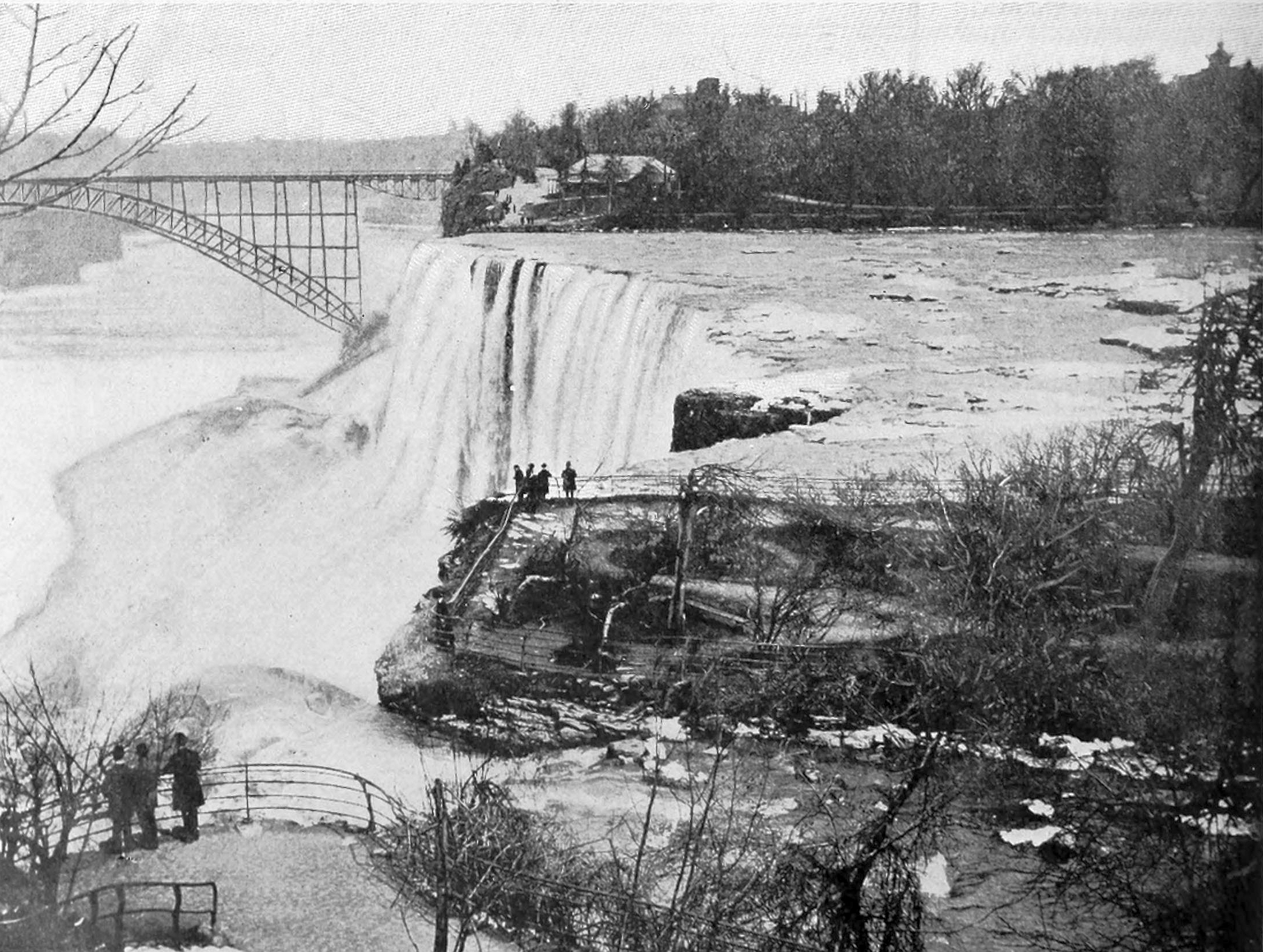
ゴート島における風と氷による被害（1903年）

初期の開拓者であり粉屋であったJohn Stedmanはこの島でヤギを飼っていた。1780年の厳しい冬が過ぎて島に戻るとヤギは1頭を除いて全て死んでおり、これが島の名前の由来となった。
この島が公園として保存されているのは、オーガスタス・ポーターが早く努力したためである。彼は19世紀半ばにナイアガラの滝の観光資源としての長期的な価値を認識した。彼はこの島を購入し、タスカローラ族のネイティブ・アメリカンの集団に居住を許可し、駅馬車や初期の鉄道で滝を訪れる観光客に工芸品を販売した。彼は圧力があるなかで、島の環境を荒廃させることを拒否した。1817年に観光客のための有料の橋を建設した。この橋は氷により流されてしまったため、翌年下流に別の橋が建設された。バジル・ホールはこれを「世界で最も特異な工学技術の1つ」と呼んだ。全長約210メートルのこの遊歩道はすぐにこの地域で最も利用される遊歩道となった。
1885年にアメリカ最古の州立公園であるナイアガラ保護州立公園に加えられた。

### テスラのモニュメント

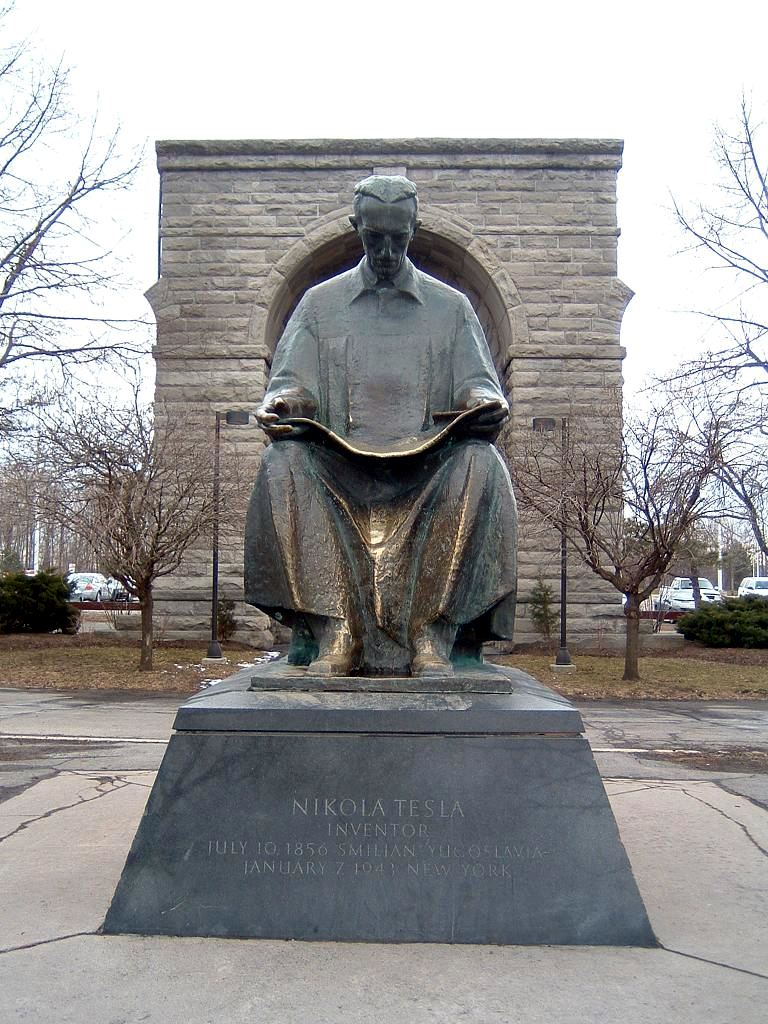
テスラのモニュメント

この島にはセルビア系アメリカ人の発明家ニコラ・テスラを称える記念碑がある。この像は1976年にユーゴスラビア政府からアメリカ合衆国に寄贈された。この像の制作者は著名なユーゴスラビアの彫刻家のFrano Kršinić (1897–1982) である。2016年半ばには知名度を上げるためにブライダルベール滝とアメリカ滝を見下ろすStedman's Bluffに移設された。

## ギャラリー

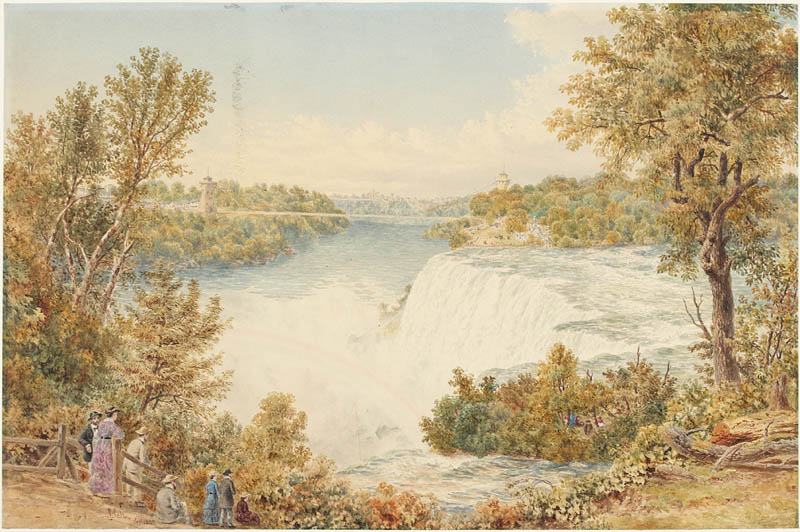
ゴート島から見たナイアガラの滝（1882年）
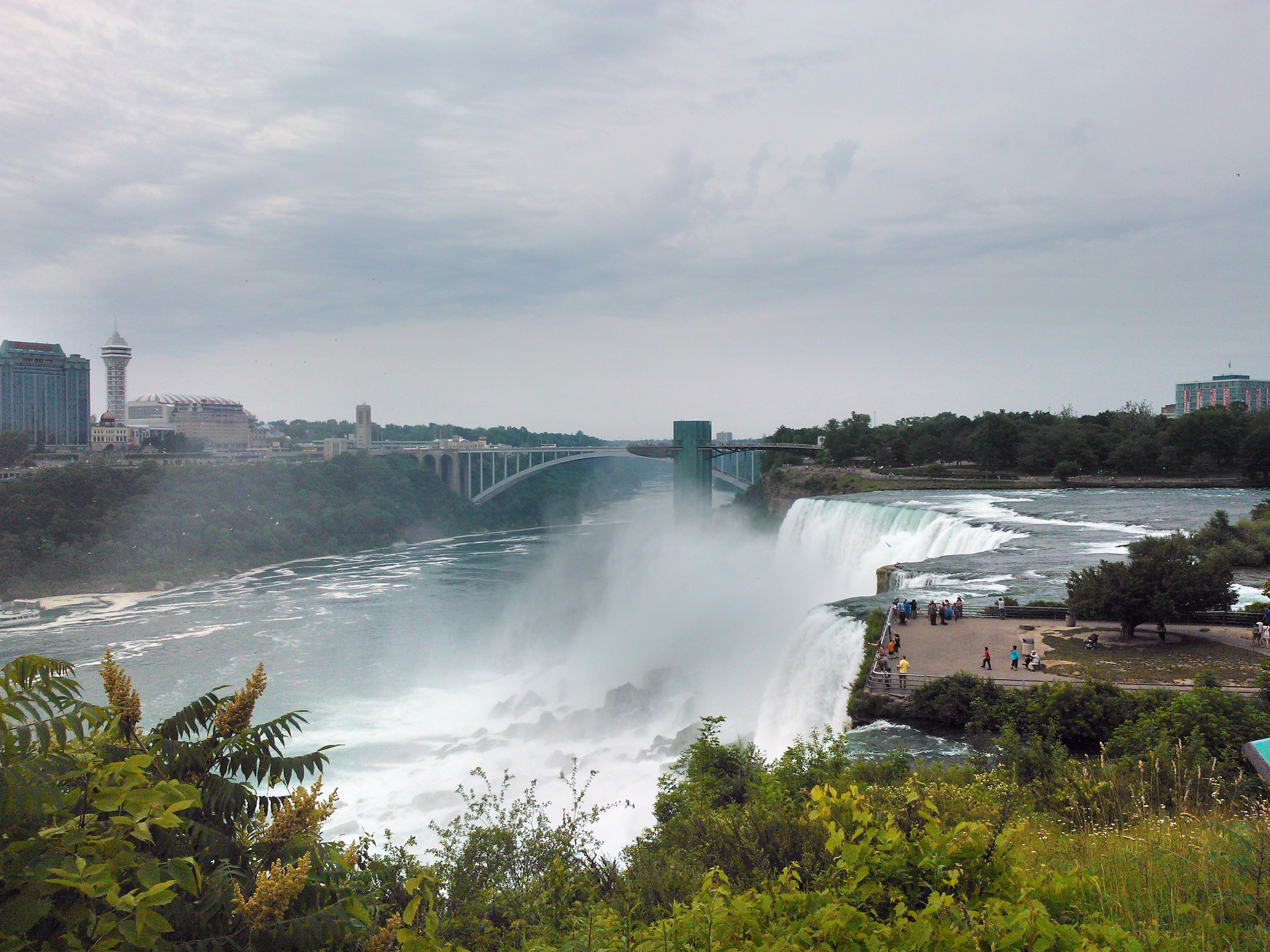
ゴート島から見たアメリカ滝
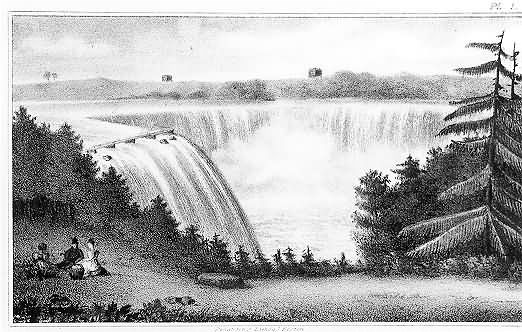
ゴート島から見たカナダ滝（1832年）
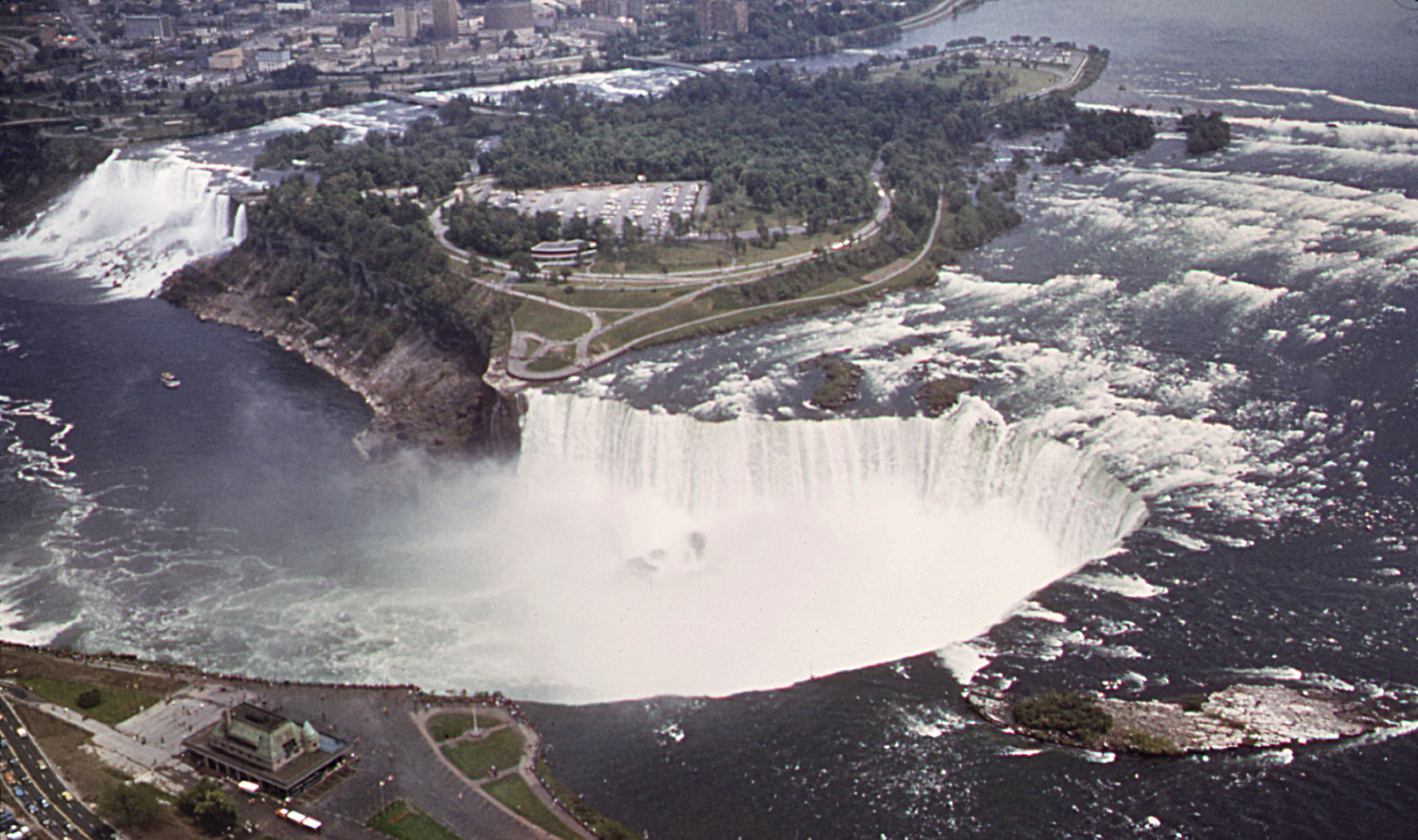
2つの滝の間のゴート島（1973年）
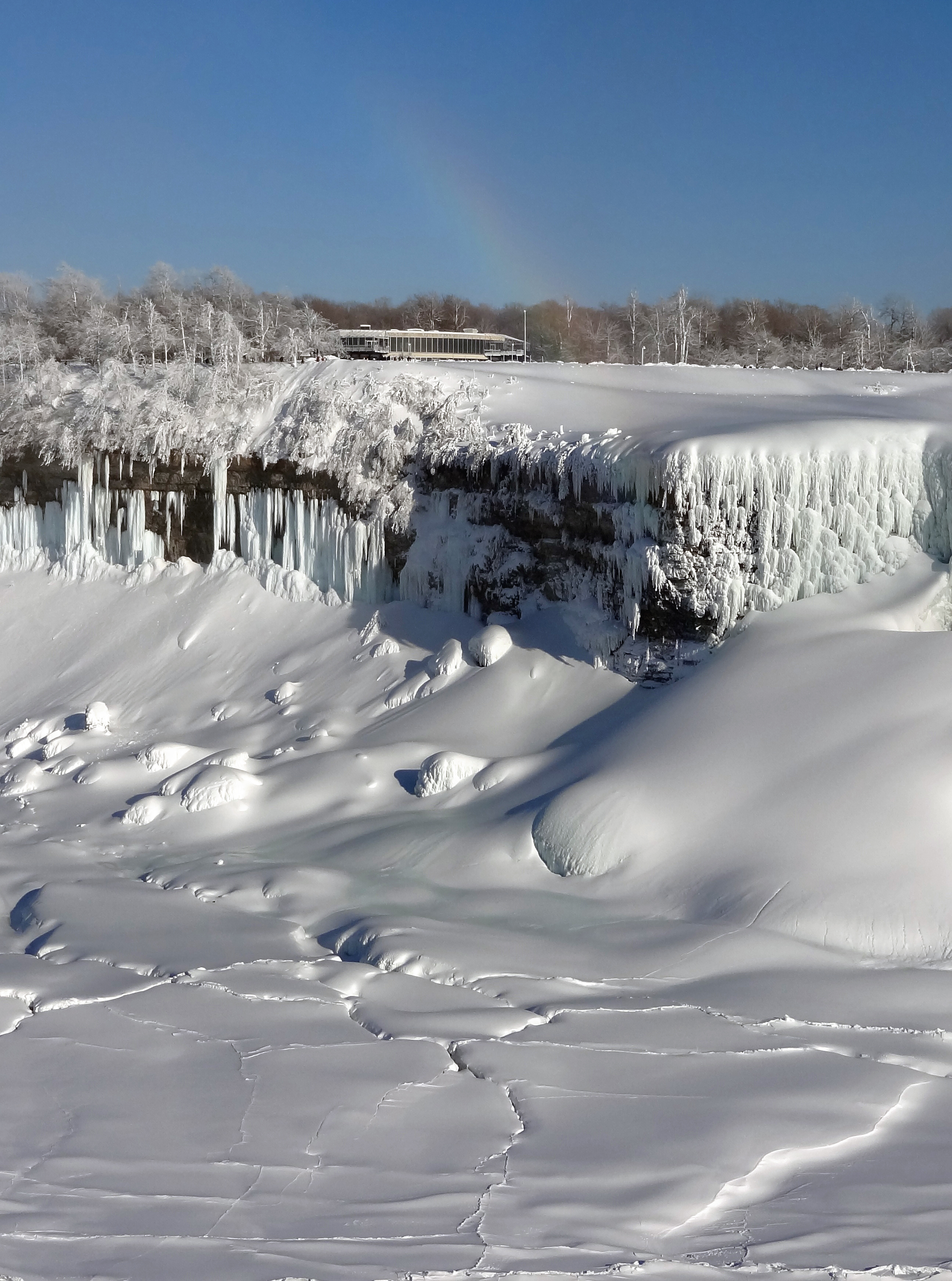
凍ったナイアガラ川の上にあるゴート島の観光案内所